# Philip Hill-Pearson
Philip Hill-Pearson é um ator britânico.

## Filmografia selecionada
- Cavalo de Guerra, como Soldado, 2011
- Common, como Tony, 2014[2]